# Vladimir Hernández
Vladimir Javier Hernández Rivero, conosciuto semplicemente come Vladimir Hernández (Arauca, 8 febbraio 1989), è un calciatore colombiano, centrocampista o attaccante del Santa Fe.

## Statistiche

### Presenze e reti nei club
| Stagione                 | Squadra                  | Campionato               | Campionato | Campionato | Coppe nazionali | Coppe nazionali | Coppe nazionali | Coppe continentali | Coppe continentali | Coppe continentali | Altre coppe | Altre coppe | Altre coppe | Totale | Totale |
| Stagione                 | Squadra                  | Comp                     | Pres       | Reti       | Comp            | Pres            | Reti            | Comp               | Pres               | Reti               | Comp        | Pres        | Reti        | Pres   | Reti   |
| ------------------------ | ------------------------ | ------------------------ | ---------- | ---------- | --------------- | --------------- | --------------- | ------------------ | ------------------ | ------------------ | ----------- | ----------- | ----------- | ------ | ------ |
| 2007                     | Barranquilla             | CPB                      | 25         | 4          | -               | -               | -               | -                  | -                  | -                  | -           | -           | -           | 25     | 4      |
| 2008                     | Atlético Junior          | CPA                      | 9          | 0          | -               | -               | -               | -                  | -                  | -                  | -           | -           | -           | 9      | 0      |
| 2009                     | Atlético Junior          | CPA                      | 2          | 1          | -               | -               | -               | -                  | -                  | -                  | -           | -           | -           | 2      | 1      |
| 2010                     | Atlético Junior          | CPA                      | 22         | 1          | -               | -               | -               | -                  | -                  | -                  | -           | -           | -           | 22     | 1      |
| 2011                     | Atlético Junior          | CPA                      | 27         | 5          | CC              | 8               | 0               | CL                 | 1                  | 0                  | -           | -           | -           | 37     | 5      |
| 2012                     | Atlético Junior          | CPA                      | 30         | 4          | CC              | 1               | 0               | CL                 | 5                  | 2                  | SLC         | 1           | 0           | 37     | 6      |
| 2013                     | Atlético Junior          | CPA                      | 32         | 3          | CC              | 3               | 1               | -                  | -                  | -                  | -           | -           | -           | 35     | 4      |
| 2014                     | Atlético Junior          | CPA                      | 34         | 4          | CC              | 13              | 0               | -                  | -                  | -                  | -           | -           | -           | 47     | 4      |
| 2015                     | Atlético Junior          | CPA                      | 41         | 10         | CC              | 11              | 2               | CL                 | 4                  | 2                  | -           | -           | -           | 56     | 14     |
| 2016                     | Atlético Junior          | CPA                      | 41         | 17         | CC              | 6               | 2               | CS                 | 8                  | 0                  | -           | -           | -           | 55     | 19     |
| Totale Atlético Junior   | Totale Atlético Junior   | Totale Atlético Junior   | 238        | 45         |                 | 44              | 6               |                    | 18                 | 4                  |             | 1           | 0           | 300    | 54     |
| 2017                     | Santos                   | A                        | 14+5       | 1          | -               | -               | -               | CL                 | 6                  | 0                  | -           | -           | -           | 25     | 1      |
| 2018                     | Atlético Nacional        | CPA                      | 22         | 4          | -               | -               | -               | CL                 | 8                  | 2                  | -           | -           | -           | 30     | 6      |
| 2019                     | Atlético Nacional        | CPA                      | 15         | 2          | -               | -               | -               | CL+CS              | 3+2                | 0                  | -           | -           | -           | 20     | 2      |
| Totale Atlético Nacional | Totale Atlético Nacional | Totale Atlético Nacional | 37         | 6          |                 | -               | -               |                    | 13                 | 2                  |             | -           | -           | 40     | 8      |
| Totale carriera          | Totale carriera          | Totale carriera          | 314        | 56         |                 | 44              | 6               |                    | 31                 | 6                  |             | 1           | 0           | 385    | 67     |

### Cronologia presenze e reti in nazionale
| Cronologia completa delle presenze e delle reti in nazionale ― Colombia | Cronologia completa delle presenze e delle reti in nazionale ― Colombia | Cronologia completa delle presenze e delle reti in nazionale ― Colombia | Cronologia completa delle presenze e delle reti in nazionale ― Colombia | Cronologia completa delle presenze e delle reti in nazionale ― Colombia | Cronologia completa delle presenze e delle reti in nazionale ― Colombia | Cronologia completa delle presenze e delle reti in nazionale ― Colombia | Cronologia completa delle presenze e delle reti in nazionale ― Colombia |
| Data                                                                    | Città                                                                   | In casa                                                                 | Risultato                                                               | Ospiti                                                                  | Competizione                                                            | Reti                                                                    | Note                                                                    |
| ----------------------------------------------------------------------- | ----------------------------------------------------------------------- | ----------------------------------------------------------------------- | ----------------------------------------------------------------------- | ----------------------------------------------------------------------- | ----------------------------------------------------------------------- | ----------------------------------------------------------------------- | ----------------------------------------------------------------------- |
| 26-1-2017                                                               | Rio de Janeiro                                                          | Brasile                                                                 | 1 – 0                                                                   | Colombia                                                                | Amichevole                                                              | -                                                                       | 62’                                                                     |
| Totale                                                                  |                                                                         | Presenze                                                                | 1                                                                       |                                                                         | Reti                                                                    | 0                                                                       |                                                                         |

## Palmarès

### Club

#### Competizioni nazionali
- Campionato colombiano: 2

Atlético Junior: 2010, 2011
- Copa Colombia: 1

Atlético Junior: 2015